# Schip op helling
Schip op helling is een artistiek kunstwerk in Amsterdam-Centrum.
Het werk is afkomstig van Marius van Beek, Hank Beelenkamp en Willem Tap. Zij beeldden een schip op helling af. Het schip is uitgehakt en gekliefd uit een brok Belgisch hardsteen uit Sprimont (waar ook de werkzaamheden plaatsvonden) en gesimplificeerd weergegeven. In plaats van het beeld op een sokkel of pijler te zetten steekt het schip hier door een opening gehakt in de pijler; de achtersteven wordt ondersteund door een meer “klassieke” sokkel. Het weergegeven vaartuig heeft als boegbeeld een vrouwenfiguur meegekregen. Op de achtersteven zijn afbeeldingen te zien van mensen die de zeevaart niet overleefden, door scheurbuik, andere ziekten of gewoonweg verdronken. Tekenen van het hakken en klieven zijn hier en daar gewoon zichtbaar (brutalisme). Het geheel weegt 35.000 kilo. In juli 1983 werd het beeld onthuld.

Het is een weergave van de inkomsten die hier aan de Kleine Wittenburgerstraat en de Oostelijke Eilanden in haar omgeving binnenkwamen nadat hier in de buurt schepen voor de Vereenigde Oostindische Compagnie werden gebouwd en terug kwamen met hun lading, zie bijvoorbeeld de opslagloodsen op Oostenburg. Aldus de toelichting van Van Beek aan de commissie die het beeld ter beoordeling kregen in februari 1983. De kunstenaars hadden hun mening over die gang van zaken (grote winsten voor VOC ten opzichte van ellende van de plaatselijke bevolking) gebeiteld in een tekst van Multatuli uit Max Havelaar: 
Er ligt een roofstaat tussen Oost-Friesland en de Westerschelde.
Wim Tap gaf in 2000 een kleine toelichting over de ontstaansgeschiedenis van het beeld. Het moest in eerste instantie al fors zijn, anders zou het verdrinken in de open ruimte achter de Oosterkerk. Bovendien moest het beeld te maken hebben met de historie van de plek. 
Het staat ook wel bekend onder de naam VOC-monument. In 2007 werd het beeld uit elkaar gehaald en na een herinrichting van de open ruimte weer opgebouwd. In 2007 kreeg de open ruimte aan de Kleine Wittenburgerstraat de naam Marie Altelaarplein naar wijkactiviste Marie Altelaar. Wim Tap constateerde in 2000 dat ze voor een prikkie gewerkt hadden; het beeld had destijds ruim 100.000 gulden gekost, terwijl de aangehaalde herinrichting van het plein 7 miljoen gulden kostte. 

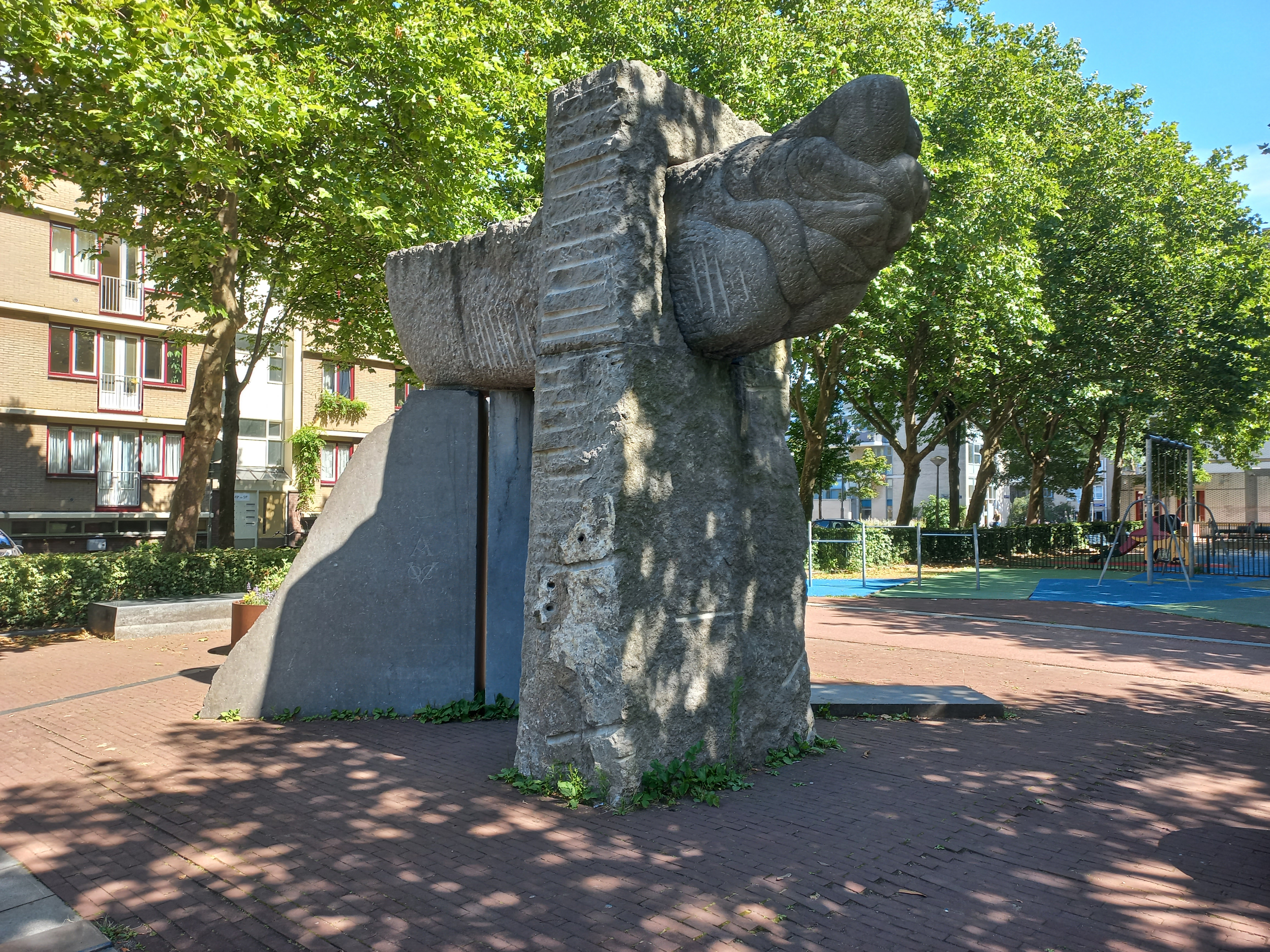
Schip op helling (juli 2022)